# Isaev
Isáeve  (ucraniano: Ісаєве) es una localidad del raión de Mykoláivka en el óblast de Odesa de Ucrania. Según el censo de 2021, tiene una población de 1513 habitantes.